# Hulett, Wyoming
Hulett, Wyoming (енгл. Hulett) град је у америчкој савезној држави Вајоминг.

## Демографија
По попису из 2010. године број становника је 383, што је 25 (-6,1%) становника мање него 2000. године.
| Група             | 2000.       | 2010.       |
| Белци             | 398 (97,5%) | 369 (96,3%) |
| Афроамериканци    | 0 (0,0%)    | 0 (0,0%)    |
| Азијати           | 0 (0,0%)    | 0 (0,0%)    |
| Хиспаноамериканци | 4 (1,0%)    | 5 (1,3%)    |
| Укупно            | 408         | 383         |